# Parque Ecológico do Tietê

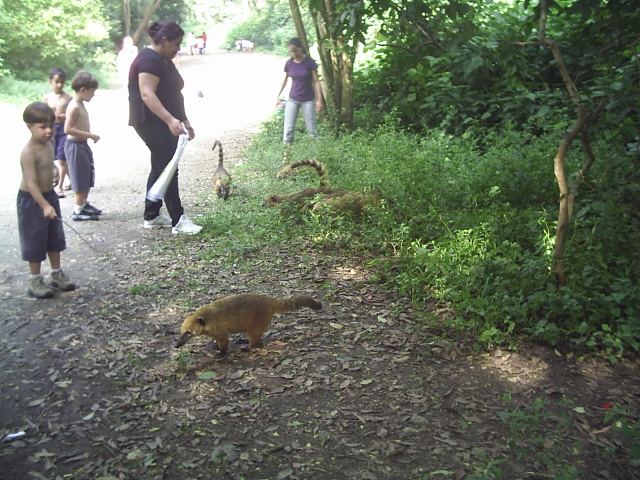
Quatis em contato com os visitantes do parque

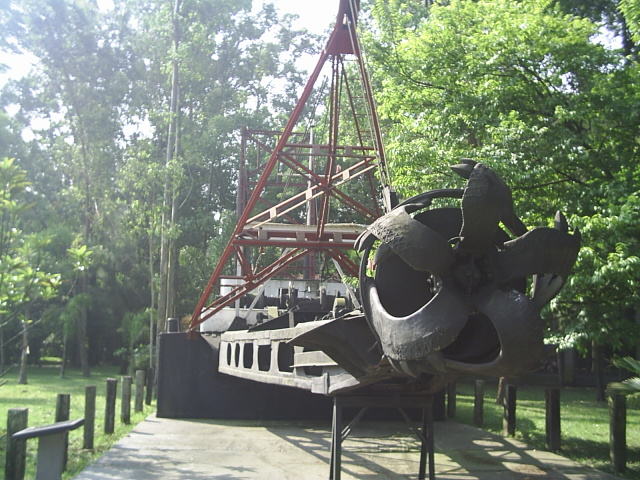
Draga Holandeza. Trabalhou no processo de Dragagem no Rio Tietê

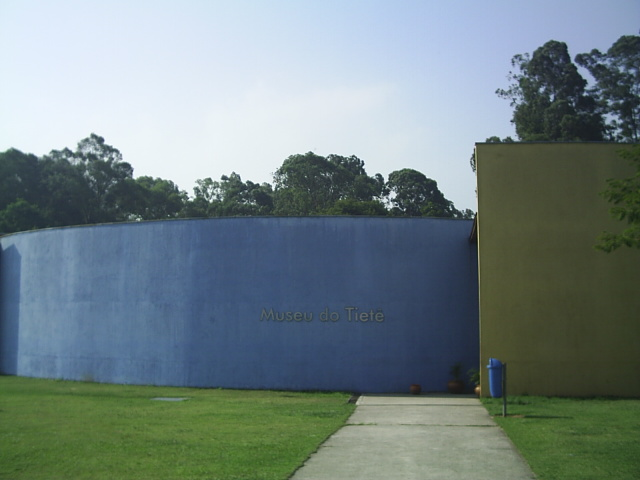
Museu do Tietê

O Parque Ecológico do Tietê é um parque e uma área de proteção ambiental localizada na várzea do Rio Tietê, sob administração da CPP - Coordenadoria de Parques e Parcerias, inserida na Secretaria de Meio Ambiente, Infraestrutura e Logística (SEMIL),, do Governo do Estado de São Paulo. Também conhecido como Núcleo Eng. Goulart.

## Histórico
O Parque Ecológico do Tietê foi concebido no contexto das obras e serviços de combate a inundações na Região Metropolitana da Grande São Paulo.
Pretendeu-se manter a capacidade de amortecimento das cheias, nas várzeas do Tietê, entre Guarulhos e Ponte Nova e, como subproduto, aproveitar as áreas lindeiras para atividades de lazer, esporte, cultura e para a preservação da fauna e flora.
Dessa forma não se repetiria o erro cometido no trecho entre Guarulhos e Osasco, onde a urbanização e as vias marginais oprimem o rio, exigindo obras vultosas para o seu aprofundamento.
O parque foi criado pelo Decreto Estadual 7.868 de 30 de abril de 1976, inaugurado em 14 de março de 1982, e o projeto arquitetônico paisagístico foi feito pelo renomado arquiteto Ruy Ohtake.

## Núcleo Engenheiro Goulart
O núcleo Engenheiro Goulart com 14 milhões de m2, fica situado na Zona Leste da cidade de São Paulo, nas margens da Rodovia Ayrton Senna sentido SP/Rio, altura do km 15,5 (acesso pelo km 17). O acesso também pode ser feito pelos trens das linhas Linha 12–Safira e Linha 13–Jade, ambas da CPTM, por meio da Estação Engenheiro Goulart, que possui uma saída para o portão do parque.
Há diversos equipamentos sociais, recreativos, esportivos e de lazer, bem como a flora em constante recuperação que servem de refúgio para os animais silvestres.
Possui trilha para caminhadas, Centro de Educação Ambiental, Centro Cultural, Museu do Tietê, Biblioteca, Palco para Shows, 5 quadras poliesportivas, 17 campos de futebol, playgrounds, áreas de ginásticas, quiosques com churrasqueiras, aluguel de pedalinhos e bicicletas.
Há também um trenzinho (serviço terceirizado) que percorre a trilha de 4 km, onde o visitante pode conhecer melhor a fauna e flora do parque.
Em 2004 o parque foi revitalizado e recebe atualmente mais de 300 mil visitantes/mês.

### Acessos
- Km 17 da Rodovia Ayrton Senna - sentido Guararema
- Avenida Doutor Assis Ribeiro, altura do 3.000 - Engenheiro Goulart
- Rodovia Parque, 8055 - aberta somente aos finais de semana